# Piper melanopremnum
Piper melanopremnum är en pepparväxtart som beskrevs av Trel. & Ekman. Piper melanopremnum ingår i släktet Piper och familjen pepparväxter. Inga underarter finns listade i Catalogue of Life.